# Ahmad Hayel
Ahmad Hayel Ibrahim Arshidat (30 de outubro de 1983) é um ex-futebolista profissional jordaniano que atuava como atacante.

## Carreira
Ahmad Hayel representou a Seleção Jordaniana de Futebol na Copa da Ásia de 2015.